# Viktorina
A Viktorina a latin Victor (magyarul Viktor) férfinévnek, illetve a belőle képzett Victorinus névnek a női párja.

## Gyakorisága
Az 1990-es években szórványos név, a 2000-es években nem szerepel a 100 leggyakoribb női név között.

## Névnapok
január 26.
szeptember 5.
november 26.